# Croissant fossile
Ne doit pas être confondu avec Croissant fertile.
Le croissant fossile est une biorégion du Nord-Ouest européen, caractérisée par la présence de la plus importante veine charbonnière européenne, s’étendant du Nord de l’Angleterre à la Silésie (Pologne, Tchéquie, Allemagne), en passant par le Nord-Pas-de Calais (France), la Wallonie (Belgique), et la Ruhr (Allemagne). Il désigne le lieu de naissance de l’Anthropocène,.

## Histoire
Le terme a été introduit en 2022 par le politologue Paul Magnette, par analogie avec le croissant fertile, dont le terme avait été forgé en 1916 par l’archéologue américain James Henry Breasted. Le croissant fertile est considéré comme le lieu de naissance de la civilisation néolithique, caractérisée par la naissance de l’agriculture et de la civilisation urbaine : le changement de climat marquant les débuts de l’Holocène a rendu possible la domestication dans cette zone géographique des premières céréales, favorisant la sédentarisation des communautés humaines et la construction des premières villes.

## Caractéristiques
Par analogie, le croissant fossile peut être considéré comme le lieu de naissance de l’anthropocène : c’est en effet l’exploitation massive du charbon dans cette zone géographique qui a conduit à la formation du mode de production et de consommation extractiviste et productiviste qui est à l’origine des changements climatiques. Le Prix Nobel de chimie Paul Crutzen, inventeur du concept d’anthropocène, retient d’ailleurs l’invention de la machine à vapeur par James Watt en 1864 (date erronée) comme la date de naissance de ce nouvel âge géologique, et il est suivi en cela par de nombreux sociologues et historiens,.
| Ère géologique | Date de naissance   | Lieu de naissance      | Fait générateur         | Substance matérielle | Transformation socio-démographique |
| -------------- | ------------------- | ---------------------- | ----------------------- | -------------------- | ---------------------------------- |
| Holocène       | c. 12.000 av. J.-C. | Proche et Moyen-Orient | Révolution agricole     | Blé                  | Sédentarisation                    |
| Anthropocène   | c. 1850             | Nord-Ouest européen    | Révolution industrielle | Charbon              | Exode rural                        |

Tout comme le croissant fertile, le croissant fossile ("fossil crescent" en anglais), peut-être défini comme une biorégion : il désigne une aire géographique caractérisée par un fait géologique majeur (la présence de la veine charbonnière), ayant entraîné la première révolution industrielle et formé une véritable civilisation, en raison de ses profondes conséquences démographiques (exode rural, migrations), sociales et politiques (naissance du mouvement ouvrier, intégration européenne), dont les traces sont toujours présentes aujourd’hui.

## Publications et recherches
En 2023, la revue GREEN publiée par le Groupe d’études géopolitiques, a édité un numéro spécial consacré au croissant fossile, réunissant les contributions d’un groupe international d’historiens (Jean-Baptiste Fressoz, Frederik Albritton Jonsson, Carl Wennerlind, Charles-François Mathis), de politistes (Pierre Charbonnier, Jean-Yves Dormagen, Kako Nubupko, Adam Tooze, Laurence Tubiana), d’architectes (Arlette Baumans, Bernard Deffet, Kersten Geers, Georgios Maïllis, David Van Severen), d’urbanistes (Benoit Moritz, Paola Viganò) et de paysagistes (Michel Desvignes, Bas Smets).